# Elektrostal
Elektrostal - Электросталь (rus) - és una ciutat de l'óblast de Moscou, a Rússia.

## Història
El 1916 la societat anònima Elektrostal començà la construcció de la fàbrica metal·lúrgica d'acers especials prop del poble rural de Zatixié. La població rebé l'estatus de vila urbana el 1928 i el nom d'Elektrostal. Finalment aconseguí l'estatus de ciutat el 1938.